# قناة المهرية الفضائية
قناة المهرية الفضائية هي قناة يمنية خاصة متنوعة تتناول قضايا اليمن انطلاقاً من زاوية الشرق في المهرة وسقطرى، ومنها إلى كافة أنحاء اليمن، وتعتبر شركة سقطرى ميديا المشغل الرسمي للقناة

## بداية البث
انطلق البث الرسمي لقناة المهرية من مدينة إسطنبول التركية في 20 آذار 2020م، وهي تغطي محافظات اليمن من خلال شبكة مراسلين.
وكان شعار القناة :لن ترى الدنيا على أرضي وصيا وهو آخر شطر من النشيد الوطني اليمني.

### التردد
تبث القناة على النايل سات بتردد 11603 ومعدل ترميز 27500 وَقطبيَّةٍ أفقيَّة.

## أحداث شهدتها القناة
اعتقلت سلطات الأمن في محافظة حضرموت مراسل القناة زكريا محمد يوم الخميس 18 شباط 2021م أثناء تغطية القناة للوقفة الاحتجاجية التي تنظمها قيادة الوقفة الشعبية في المكلا أمام ديوان المحافظة. وقد طالبت نقابة الصحافيين والأحزاب اليمنية بإطلاق سراحه رفقة زملائه المعتقلين في القنوات الإعلامية الأخرى  وقد تم إطلاق سراحه بعد يومين إثر الضغط المحلي.

## البرامج
- برنامج شير.
- برنامج التاسعة.
- برنامج خريف حوف.
- برنامج البوصلة.
- برنامج أبعاد في المسار.
- برنامج أسبوع البَلَد.
- برنامج حكايتي.
- برنامج أقيال حول الرسول.
- برنامج تفاصيل.
- برنامج سُقَطرى الأرض والانسان.
- برنامج الخلاصة[7]

## الإنتاج التلفزي
كما أنتجت قناة المهرية عدداً من المسلسلات اليمنية وعرضت مسلسلات ساهمت في انتاجها.
- درة (مسلسل) 2025.
- خروج نهائي (مسلسل) 2024.
- دكان جميلة (مسلسل) 2023.
- عيال المرحوم (مسلسل) 2022.
- عيال قحطان (مسلسل) 2021.
- رحلة ذهاب (مسلسل) 2021.
- سد الغريب (مسلسل) 2020.